# اشلي لورانس
اشلي لورانس (بالإنجليزية: Ashley Laurence)‏ مواليد 28 مايو 1966 في لوس أنجلوس، هي ممثلة أمريكية بدأت مسيرتها الفنية عام 1984.

## روابط خارجية
- اشلي لورانس على موقع IMDb (الإنجليزية)
- اشلي لورانس على موقع ألو سيني (الفرنسية)
- اشلي لورانس على موقع أول موفي (الإنجليزية)
- اشلي لورانس على موقع قاعدة بيانات الأفلام السويدية (السويدية)
- اشلي لورانس على موقع قاعدة بيانات الفيلم (الإنجليزية)
- اشلي لورانس على موقع كينوبويسك (الروسية)